# Disseny d'estudi clínic
El disseny de l'estudi clínic, en anglès: Clinical study design, és la formulació de proves i experiments en la recerca mèdica i epidemiològica, de vegades conegudes com a proves clíniques (clinical trial). Moltes de les consideracions estan compartides pel més general disseny d'experiments però aquí n'hi ha d'altres com la confidencialitat i l'ètica. Quan s'escull un disseny d'estudi s'han de tenir en compte molts factors i els biaixos que els poden afectar. Pot ocórrer una fal·làcia ecològica quan les conclusions sobre els individus s'extreuen d'anàlisis en dades agrupades que poden sobreestimar el grau d'associació entre les variables.

## Estudis de tractaments
- Prova controlada aleatoritzada (Randomized controlled trial)
  - Doble cec aleatoritzat (double blind)
  - Cec simple aleatoritzat Single blind
  - Prova de no doble cec (Open-label trial)
- Disseny quasi experimental (Quasi-experimental design (No aleatoritzat)

## Estudis observacionals
- Estudis de cohorts (Cohort study)
  - Estudi de cohorts prospectiu (Prospective cohort study)
  - Estudi de cohorts retrospectiu (Retrospective cohort study)
  - Estudi de sèries temporals
- Estudi de casos i controls
- Estudi de secció transversal (Cross-sectional study)
- Estudi ecològic (Ecological study)